# Treball (física)
|  | Per altres conceptes de «treball» en física, vegeu treball (termodinàmica) |

El treball, en física, és una quantitat d'energia que flueix d'un sistema a un altre per l'acció d'una força que provoca un desplaçament. Com que el treball és una energia, al Sistema Internacional d'Unitats les unitats del treball són els joules (J), i per simbolitzar-lo s'utilitza la notació W (de l'anglès work). El terme treball fou emprat i definit per primer cop l'any 1829 per l'enginyer francès Gaspard-Gustave de Coriolis, que el definí com al "pes aixecat al llarg d'una alçada", basant-se en l'ús dels motors de vapor primerencs per treure galledes d'aigua plenes en mines inundades. Matemàticament correspon a la integral del producte escalar de la força {\textstyle F} que actua sobre un cos pel desplaçament produït entre les posicions {\textstyle r_{1}} i {\textstyle r_{2}}:
{\displaystyle W_{12}=\int _{r_{1}}^{r_{2}}{\vec {F}}\cdot d{\vec {r}}}

## Història
El concepte de treball mecànic aparegué implícitament a finals del segle xvii en la resolució de problemes tècnics de mecànica (Com hom pot mesurar el treball de varis homes? Com hom pot comparar-lo amb el treball d'un cavall?), i fou incorporat a la dinàmica pels matemàtics suïssos Leonhard Euler (1707-1783) i Daniel Bernoulli (1700-1782). La relació formal:
{\displaystyle 2\int _{1}^{2}Fds=mv_{2}^{2}-mv_{1}^{2}}fou obtinguda a partir de la segona llei de Newton pel matemàtic francès Pierre Varignon (1654-1722) el 1703. En aquesta expressió {\displaystyle F} simbolitza una força que actua, entre les posicions {\displaystyle s_{1}} i {\displaystyle s_{2}} de la trajectòria {\displaystyle s}, sobre un cos de massa {\displaystyle m}, que inicialment té una velocitat {\displaystyle v_{1}} i finalment assoleix una velocitat {\displaystyle v_{2}}. La segona llei de Newton pel cas d'un cos de massa constant és {\textstyle F=m{dv \over dt}}, multiplicant per la velocitat ambdós membres queda {\textstyle Fv=mv{dv \over dt}}. Substituint la velocitat com la variació de la posició respecte del temps resulta: {\textstyle F{ds \over dt}=mv{dv \over dt}}, que simplificant és {\textstyle Fds=mvdv}. Ara es pot integrar entre les posicions 1 i 2 a una part i les corresponents velocitats a l'altra: {\textstyle \int _{1}^{2}Fds=m\int _{1}^{2}vdv}, resultant {\textstyle \int _{1}^{2}Fds=m{1 \over 2}(v_{2}^{2}-v_{1}^{2})}. I d'aquí la relació de Varignon.

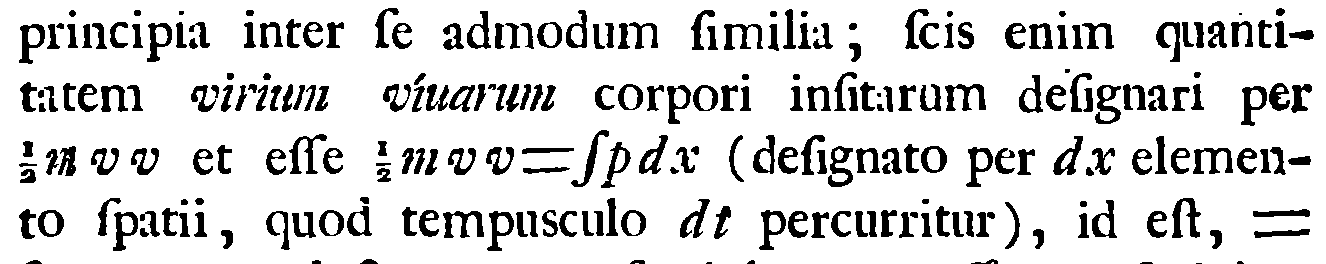
El factor 1/2 escrit per Bernoulli el 1741

Durant les primeres dècades del segle xviii la conservació del producte {\displaystyle mv^{2}}, introduït per l'alemany Gottfried W. Leibniz (1646-1716) i que anomenà vis viva (força viva), fou discutida en els texts de mecànica, tant teòrics com pràctics. Tanmateix, si bé en els llibres de mecànica abstracta es tractava només d'un corol·lari de les lleis bàsiques, en els texts sobre mecànica aplicada s'utilitzava com a principi bàsic. És significatiu com a reconeixement explícit de la prioritat conceptual del treball en les equacions de la mecànica la pràctica francesa d'expressar la vis viva amb un factor 1/2, ja aparegut en un text de Bernoulli del 1741.
{\displaystyle \int _{1}^{2}Fds={\frac {1}{2}}mv_{2}^{2}-{\frac {1}{2}}mv_{1}^{2}}

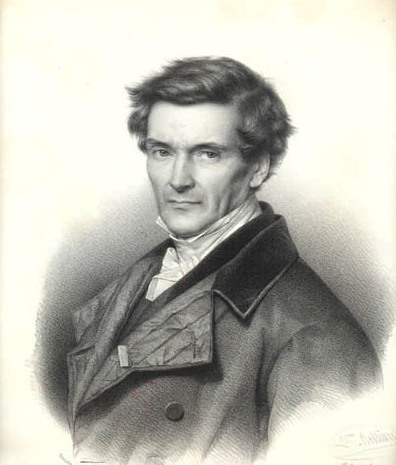
Gaspard-Gustave de Coriolis

El 1819, el matemàtic i enginyer francès Claude-Louis Navier (1785-1836), definí de forma poc clara el concepte de treball en la seva obra Bélidor. Fou l'enginyer francès Gaspard G. de Coriolis (1792-1843) qui emprà per primera vegada el terme {\textstyle \int _{1}^{2}Fds} com a magnitud física en la seva obra Du calcul de l'effet des machines (1829) dedicada íntegrament a aquesta nova magnitud. Definí força viva com {\textstyle {\frac {1}{2}}mv^{2}}, i no com ho havia fet Leibnitz, {\textstyle mv^{2}}, i al terme {\textstyle \int _{1}^{2}Fds} que anomenaven efecte dinàmic, poder mecànic, quantitat d'acció o força, li donà el nom treball dinàmic o, simplement treball, i exposà extensament com calcular-lo en diferents situacions (a causa del pes, produït per la pressió d'un gas, causat per un fregament, etc.). També proposà una unitat, el dinàmode.
També l'enginyer francès Jean Victor Poncelet (1788-1867), que havia sigut professor de Coriolis, en un curs impartit a Metz sota el nom Cours de mécanique industrielle a partir del 1827 definí el terme treball mecànic com Coriolis i l'havia desenvolupat de manera semblant, però no el publicà fins al 1829.

## Característiques
El treball és una magnitud escalar i és una quantitat d'energia que passa d'un cos a un altre, d'un sistema a un altre. Com que és una energia les unitats amb les quals es mesura al Sistema Internacional d'Unitats són els joules, J, les unitats de l'energia. Cap sistema físic té treball, perquè el treball s'acumula en forma dels diferents tipus d'energia (cinètica, potencial gravitatòria, potencial elàstica, etc.). Els cossos o sistemes que tenen energia poden realitzar un treball sobre un altre cos, això és, cedir-li una part, o tota, la seva energia. El signe del treball pot ser positiu o negatiu, essent arbitrària la seva elecció. Si s'estudia un cos, és habitual considerar que si guanya energia en forma de treball, aquest és positiu; mentre que si perd energia en forma de treball, serà negatiu. Per exemple si una força accelera un cos, aquest guanya energia cinètica, el treball ha sigut positiu. Els enginyers sovint empren el criteri oposat, ja que volen obtenir energia en forma de treball dels sistemes, com ara les màquines. Per exemple un embassament d'aigua té energia potencial gravitatòria que pot aprofitar-se per produir un treball que els enginyers consideren positiu.

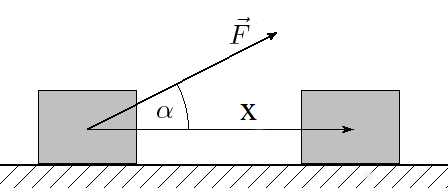
Representació gràfica de la força F que actua sobre un sòlid que descansa sobre una superfície plana. La força provoca un desplaçament d. Entre les direccions dels vectors F i x existeix un angle α.

El treball es calcula a partir d'un producte escalar, que es pot expressar en funció de l'angle que formen els vectors desplaçament i força: {\displaystyle {\vec {F}}\cdot {\vec {r}}=|{\vec {F}}||{\vec {r}}|\cos \alpha }. Aquesta expressió ens indica que la força produirà la màxima quantitat de treball quan tengui la mateixa direcció que el desplaçament ({\textstyle \cos 0^{\circ }=1}), mentre que una força no produirà treball si actua en direcció perpendicular al desplaçament ({\textstyle \cos 90^{\circ }=0}). Aquest és el cas de la força centrípeta que actua en direcció radial i sentit cap al centre, mentre que el desplaçament és tangent a la trajectòria; o el cas de desplaçar un cos horitzontalment a una certa altura sense variar-ne la velocitat.
Per altra banda el treball, sempre que no hi hagi aportacions o extraccions d'energia mitjançant altres mecanismes, es pot calcular a partir de la diferència d'energia mecànica: {\textstyle W=E_{m2}-E_{m1}}. Un sistema també pot guanyar o perdre energia en forma de calor. La calor, igual que el treball, és una quantitat d'energia en trànsit, que es diferencia del treball en el mecanisme macroscòpic de transmissió. Si en el treball cal una força i un desplaçament, en la calor cal una diferència de temperatura entre dos cossos o dos sistemes. La calor és energia que passa d'un cos calent a un cos fred. Tanmateix, a escala microscòpica el mecanisme és idèntic. El cossos calents tenen partícules que es mouen ràpidament i, xocant –fent una força, doncs–, poden transmetre part de l'energia cinètica que tenen a altres partícules. Durant el xoc, que pot durar un interval de temps molt petit, la partícula "calenta" empeny i desplaça a la partícula "freda", fa un treball. L'emissió o absorció de radiació és un mecanisme diferent del treball i la calor que també permet perdre o guanyar energia.
El concepte de treball emprat en física no és equivalent a l'emprat en altres àmbits, com ara en l'economia. Així, un treballador que subjecta una corda, amb què transporta un cos a velocitat constant horitzontalment, no modifiquen el contingut energètic del cos que subjecten o mouen, per tant el treball és zero des del punt de vista de la física. No obstant això, poden dir perfectament que han fet un treball en el sentit de feina, i poden reclamar una compensació econòmica.

## Casos particulars

### Treball realitzat per una força constant

Diagrama força-distància. L'àrea acolorida correspon al treball d'una força constant

L'expressió del treball és un producte escalar entre el vector força {\textstyle {\vec {F}}} i el vector posició {\textstyle {\vec {r}}}. Per les propietats del producte escalar s'obté que:
{\displaystyle {\vec {F}}\cdot d{\vec {r}}=(F_{x}{\vec {i}}+F_{y}{\vec {j}}+F_{z}{\vec {k}})\cdot (dx{\vec {i}}+dy{\vec {j}}+dz{\vec {k}})=F_{x}dx+F_{y}dy+F_{z}dz}
Si sobre un punt material s'aplica una força constant {\displaystyle {\vec {F}}=F_{x}{\vec {i}}+F_{y}{\vec {j}}+F_{z}{\vec {k}}}, el treball que realitza aquesta força entre la posició {\textstyle (x_{1},y_{1},z_{1})} i la posició {\textstyle (x_{2},y_{2},z_{2})}, expressades en coordenades cartesianes, es calcula separant components per la propietat del producte escalar indicada: 
{\displaystyle W=\int _{x_{1}}^{x_{2}}F_{x}dx+\int _{y_{1}}^{y_{2}}F_{y}dy+\int _{z_{1}}^{z_{2}}F_{z}dz=F_{x}\int _{x_{1}}^{x_{2}}dx+F_{y}\int _{y_{1}}^{y_{2}}dy+F_{z}\int _{z_{1}}^{z_{2}}dz}{\displaystyle W=F_{x}(x_{2}-x_{1})+F_{y}(y_{2}-y_{1})+F_{z}(z_{2}-z_{1})}S'observa que el treball realitzat per una força constant només depèn de la intensitat de la força i de les coordenades de les posicions inicial {\textstyle (x_{1},y_{1},z_{1})} i final {\textstyle (x_{2},y_{2},z_{2})}, però no depèn del camí seguit per anar d'una posició a l'altra. A aquest tipus de força hom l'anomena força conservativa. Com a exemples, hi ha el cas de l'elevació d'un cos a una certa altura a les proximitats de la superfície de la Terra o l'acceleració d'un cos situat damunt d'una superfície plana.

### Treball per vèncer la inèrcia
Si actua una força sobre un cos per variar la seva velocitat, cal vèncer la inèrcia, la resistència al canvi d'estat de moviment d'una massa {\textstyle m}. És el primer cas que estudiaren els científics i s'anomena teorema de les forces vives. El treball en aquest cas equival a la variació d'energia cinètica {\textstyle E_{c}} que experimenta la massa. S'obté aplicant la 2a llei de Newton i integrant:
{\displaystyle W=\int _{1}^{2}{\vec {F}}\cdot d{\vec {x}}=\int _{1}^{2}m{\vec {a}}\cdot d{\vec {x}}=m\int _{1}^{2}{d{\vec {v}} \over dt}\cdot d{\vec {x}}=m\int _{1}^{2}{\vec {v}}\cdot d{\vec {v}}={1 \over 2}m(v_{2}^{2}-v_{1}^{2})=E_{c2}-E_{c1}}

### Treball realitzat per una força de fregament entre superfícies
Si un cos es mou damunt d'una superfície, hi ha un fregament dinàmic que s'oposa al moviment i que depèn de la intensitat de la força normal entre superfícies {\displaystyle N} i de la naturalesa de les superfícies, que es té en consideració mitjançant el coeficient de fregament {\displaystyle \mu }. El treball de fregament sempre redueix l'energia cinètica dels cossos en moviment, redueix la velocitat, per la qual cosa té signe negatiu.

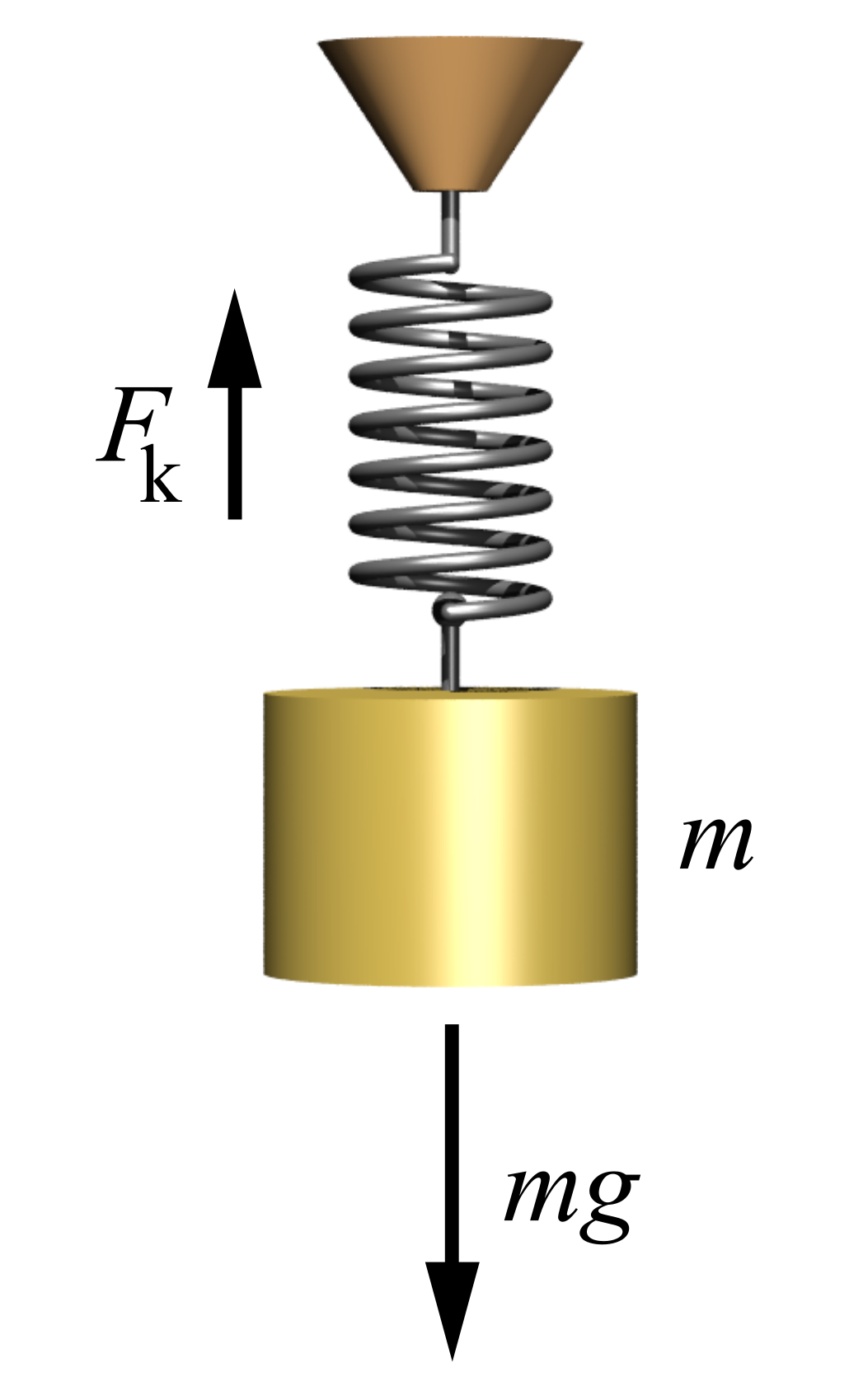
Deformació d'una molla per la força del pes

{\displaystyle W=\int _{1}^{2}-F_{f}\cdot dx=\int _{1}^{2}-\mu Ndx=-\mu N(x_{2}-x_{1})}

### Treball realitzat per estirar o comprimir una molla
Per estirar o comprimir una molla hom ha de realitzar una força igual a la força recuperadora {\displaystyle F_{k}} de la molla, que ofereix una resistència al desplaçament, la qual és proporcional al desplaçament {\displaystyle x} respecte de la posició d'equilibri (llei de Hooke). El treball serà per tant:
{\displaystyle W=\int _{1}^{2}F_{x}\cdot dx=\int _{1}^{2}kxdx=k\int _{1}^{2}xdx={1 \over 2}k(x_{2}^{2}-x_{1}^{2})}
El treball és energia que s'acumula a la molla en forma d'energia potencial elàstica, {\textstyle E_{pe}={1 \over 2}kx^{2}}. D'aquí es pot expressar el treball en funció de les energies potencials elàstiques:
{\displaystyle W={1 \over 2}kx_{2}^{2}-{1 \over 2}kx_{1}^{2}=E_{pe2}-E_{pe1}}

### Treball realitzat per desplaçar un cos dins d'un camp gravitatori
El treball realitzat per una força externa per desplaçar un cos dins d'un camp gravitatori es calcula amb una força externa igual a la força de la gravetat que ofereix una resistència a allunyar-se del cos central, la qual que és expressada per la llei de Newton {\textstyle {\vec {F}}=-G{Mm \over r^{2}}{\vec {u}}_{r}}, on {\displaystyle G} és la constant de gravitació universal, {\displaystyle M} i {\displaystyle m} les masses dels cossos que crea el camp i del cos que es desplaça respectivament, {\displaystyle r} la posició del cos respecte del centre del cos que crea el camp i {\displaystyle {\vec {u}}_{r}} un vector unitari en la direcció radial i sentit cap a l'exterior. El càlcul del treball és:
{\displaystyle W=\int _{1}^{2}G{Mm \over r^{2}}dr=GMm\int _{1}^{2}{dr \over r^{2}}=-GMm{\Big (}{1 \over r_{2}}-{1 \over r_{1}}{\Big )}=GMm{\Big (}{1 \over r_{1}}-{1 \over r_{2}}{\Big )}}

Desplaçament d'un cos des d'un punt A a un B, per dos camins diferents. El treball és el mateix.

El treball queda en funció de les posicions inicial i final, ja que el camp gravitatori és un camp conservatiu i el treball no depèn del camí seguit. El terme {\textstyle -G{Mm \over r}} és una energia que depèn de la posició del cos dins del camp i que s'anomena energia potencial gravitatòria. Si la simbolitzam com a {\textstyle E_{p}}, el treball pot expressar-se com menys la variació de l'energia potencial:
{\displaystyle W=-GMm{\Big (}{1 \over r_{2}}-{1 \over r_{1}}{\Big )}={\Big [}-{GMm \over r_{2}}-{\Big (}-{GMm \over r_{1}}{\Big )}{\Big ]}=E_{p2}-E_{p1}}
D'aquesta expressió es veu que el treball realitzat per una força externa al camp gravitatori s'acumula en el cos que es desplaça, de massa {\displaystyle m}, en forma d'energia potencial gravitatòria.
També pot expressar-se en funció del potencial gravitatori {\textstyle V=-G{M \over r}=mE_{p}}:
{\displaystyle W=m(V_{2}-V_{1})}

### Treball d'expansió d'un gas

Expansió d'un gas dins d'un pistó
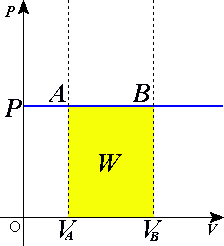
En un diagrama P-V l'àrea que queda sota la corba és el treball

Un gas contingut dins d'un recipient de volum {\displaystyle V} exerceix una pressió {\displaystyle P} contra les parets del recipient. Si el recipient té parts mòbils, com ara un èmbol de superfície {\displaystyle S}, pot desplaçar-les contra la resistència que ofereixi una pressió exterior. Quan es produeixi l'expansió el gas perdrà energia, que serà la quantitat de treball. El treball d'expansió serà:
{\displaystyle W=-\int _{1}^{2}F\cdot dr=-\int _{1}^{2}PSdr=-\int _{1}^{2}PdV}Si el procés es realitza a pressió constant:
{\displaystyle W=-\int _{1}^{2}PdV=-P(V_{2}-V_{1})}

## Unitats
- Sistema Internacional d'Unitats: Joule, unitat de treball en SI
- Sistema Tècnic d'Unitats: Quilogràmetre (kgm) = 1 quilopond x 1 metre = 9,81 newton-metre
- Sistema Cegesimal d'Unitats (CGS): Erg (unitat cgs): 1 erg = {\displaystyle 10^{-7}} J
- Sistema anglosaxó d'unitats: Termia anglesa (th), {\displaystyle 10^{5}} BTU
- Sistema anglosaxó: Peu lliure força (foot-pound) (ft-lb)
- Altres unitats: Kilowatt hora, Caloria termoquímica (calTQ), Termia ECC, Atmosfera-litre (atm·L)